# 网户满族乡
网户满族乡是中华人民共和国辽宁省葫芦岛市绥中县下辖的一个民族乡。

## 行政区划
网户满族乡下辖以下村级行政区划单位：
朴家村、凉水河村、侯家村、西大甸子村、河东村、马山村、李哈村、新立村、孙家村、程家村、张监村、小前村、陈家村和大官村。